# US Open 2018 - Doppio maschile in carrozzina
Alfie Hewett e Gordon Reid erano i detentori del titolo e si sono riconfermati battendo in finale Stéphane Houdet e Nicolas Peifer con il punteggio di 5–7, 6–3, [11–9].

## Teste di serie
1. Stéphane Houdet /  Nicolas Peifer (finale)

1. Alfie Hewett /  Gordon Reid (campioni)

## Tabellone

### Legenda
| - Q = Qualificato - WC = Wild card - LL = Lucky loser | - ALT = Alternate - SE = Special Exempt - PR = Protected Ranking | - w/o = Walkover - r = Ritirato - d = Squalificato |

|  | Semifinali | Semifinali                       | Semifinali                     | Semifinali | Semifinali |  |  | Finale | Finale                         | Finale | Finale | Finale |  |
|  |            |                                  |                                |            |            |  |  |        |                                |        |        |        |  |
|  | 1          | Stéphane Houdet Nicolas Peifer   | Stéphane Houdet Nicolas Peifer | 6          | 7          |  |  |        |                                |        |        |        |  |
|  |            | Joachim Gérard Stefan Olsson     | Joachim Gérard Stefan Olsson   | 1          | 65         |  |  | 1      | Stéphane Houdet Nicolas Peifer | 7      | 3      | [9]    |  |
|  |            | Gustavo Fernández Shingo Kunieda | 5                              | 6          | [6]        |  |  | 2      | Alfie Hewett Gordon Reid       | 5      | 6      | [11]   |  |
|  | 2          | Alfie Hewett Gordon Reid         | 7                              | 4          | [10]       |  |  |        |                                |        |        |        |  |